# Bistum Conversano-Monopoli
Das Bistum Conversano-Monopoli (lateinisch Dioecesis Conversanensis-Monopolitana, italienisch Diocesi di Conversano-Monopoli) ist eine in Italien gelegene Diözese der römisch-katholischen Kirche mit Sitz Conversano.

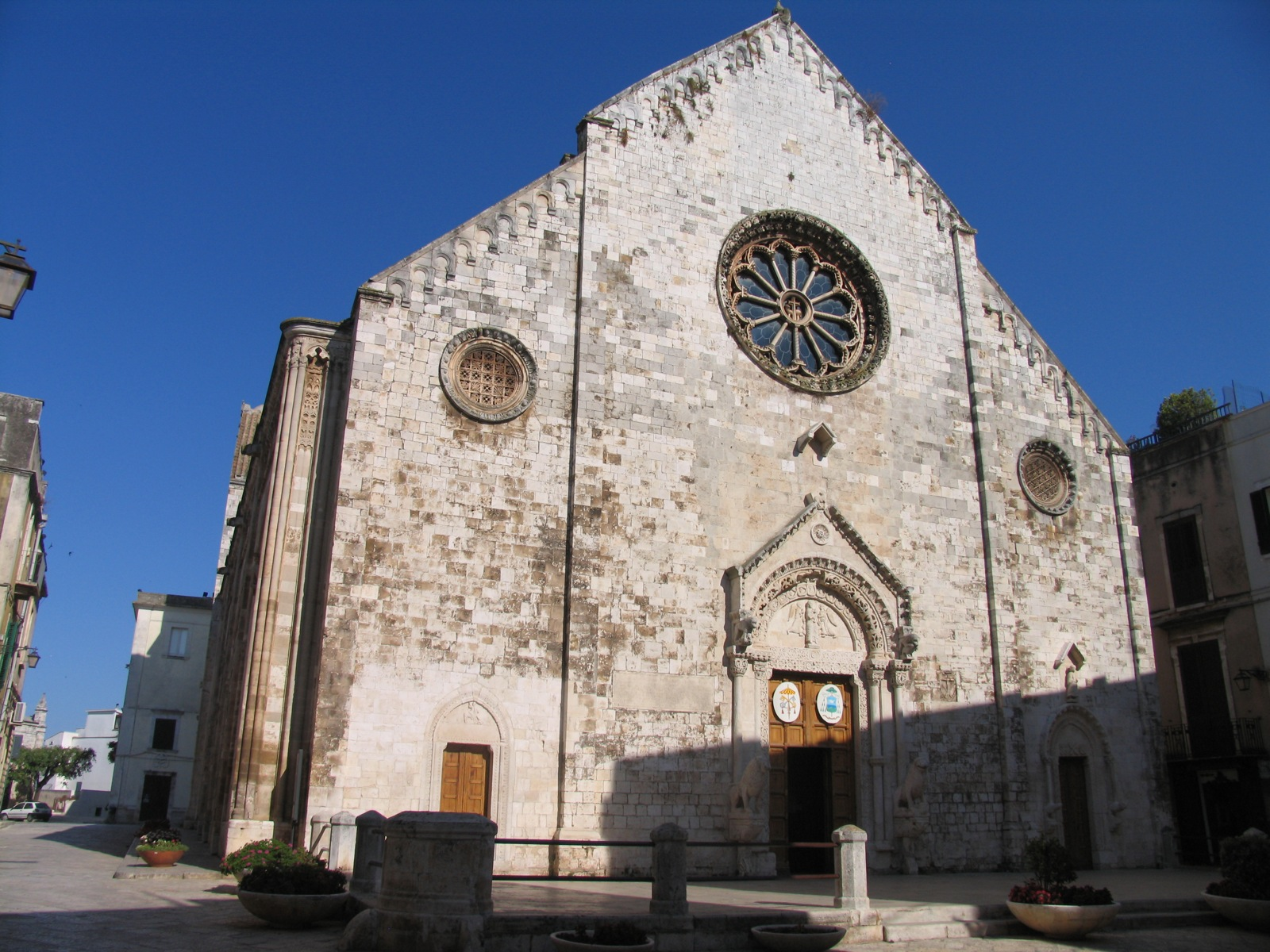
Romanischer Dom Santa Maria Assunta von Conversano, Kathedrale

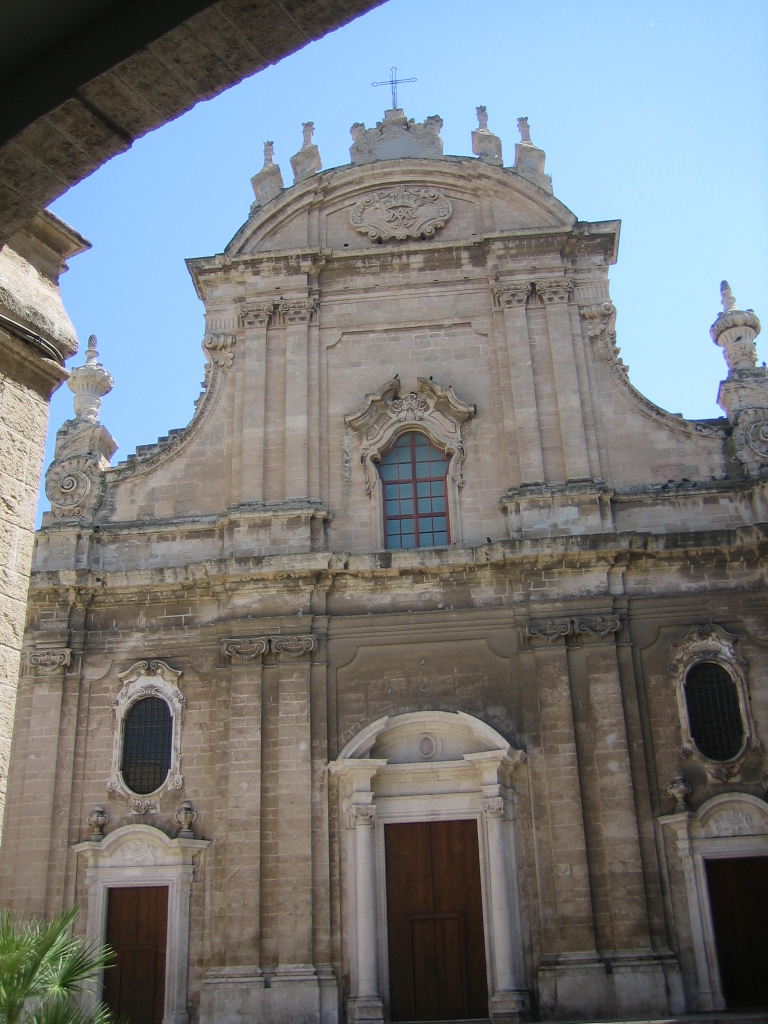
Dom Maria Santissima della Madia von Monopoli, heute Konkathedrale

Es entstand bereits im 5. Jahrhundert als Bistum Conversano.
Das Bistum Conversano-Monopoli entstand am 30. September 1986 durch die Vereinigung der vormals selbständigen Bistümer Conversano und Monopoli. Heute untersteht es als Suffraganbistum dem Erzbistum Bari-Bitonto.